# Lithische periode

Kaart van Amerika die sites voor de Cloviscultuur toont.

De lithische periode (Engels: Lithic stage), ook wel paleo-indiaanse periode genoemd, omvat de vroegste periode van menselijke bewoning in de Amerika's, van het Laat Pleistoceen (126.000 - 11.700 BP) tot omstreeks 10.000 BP. 
De periode ontleent zijn naam aan de vroegste vondsten van stenen gereedschappen in de Nieuwe Wereld. Tijdens de lithische periode leefden de mensen in vrij kleine, mobiele groepen die zich bezighielden met jagen, vissen en planten verzamelen. Het intensieve en voortdurende gebruik van wilde planten en dieren leidde uiteindelijk tot genetische veranderingen bij enkele van deze plant- en diersoorten en tot domesticatie. De levenswijze werd voortgezet tot rond 7000 BP toen de mensen deze gedomesticeerde planten en dieren begonnen te gebruiken.
De lithische periode werd opgevolgd door de archaïsche periode.

## Pre-Clovis
Deze periode omvat ongespecialiseerde en grotendeels weinig gedefinieerde kernsteen- en afslagindustrieën, met afslag de dominante en misschien enige toegepaste techniek.
Het meest overtuigende bewijs voor de vroege lithische periode is gebaseerd op vondsten van sites in Zuid-Amerika waar dergelijke ruwe afslaggereedschappen zijn gevonden en op meer dan 20.000 BP gedateerd. Een van de oudste vindplaatsen is Monte Verde in Chili. Het vroege voorkomen (vóór er een landverbinding tussen Siberië en Alaska bestond) wijst op een vroege kolonisatie van de Amerika's via de kust.

## Clovis- en Post-Clovis
De tweede fase begon met de Cloviscultuur in Noord-Amerika (vanaf 11.500 v.Chr.), en omvat zeer geavanceerde tweezijdige drukbewerkingstechnieken, met gespecialiseerde bladvormige klingen met of zonder bevestigingsgroef als de meest karakteristieke types.
Vanwege de plotseling zeer veel geavanceerdere techniek werd er vanuitgegaan dat deze het gevolg was van een nieuwe immigratie uit het laat-paleolithische Eurazië via de Beringlandbrug. Recent genetisch onderzoek toonde echter geen verschil tussen de Clovis- en Pre-Clovismensen. Dat maakt de technische vooruitgang van de vuursteenbewerking ofwel een volledig inheemse ontwikkeling of het gevolg van contacten met de Oude Wereld die niet tot een aantoonbare genetische invloed geleid hebben. 

## Noord-Amerika
De belangrijkste Pre-Clovis sites in Noord-Amerika:
- Cerutti Mastodont site, Californië
- Topper site, South Carolina
- Old Crow and Bluefish Caves, Canada
- Calico Mountain, Californië
- Pendejo Cave, New Mexico
- Tula Springs, Nevada
- Meadowcroft Rockshelter, Pennsylvania
- Cactus Hill, Virginia
- Paisley Five Mile Point Caves, Oregon
- Schaefer and hebior Mammoth site, Wisconsin
- Buttermilk Creek, Texas
- Saltville, Virginia

## Meso-Amerika
Belangrijke Pre-Clovis site in Meso-Amerika:
- Hueyatlaco, Mexico

## Zuid-Amerika
In Zuid-Amerika waren er stenen gereedschaptradities van het tweede stadium, zoals de "visstaartpunt met aanzetgroef" (fluted fishtail) die plaatselijke aanpassingen aan de diverse habitats van het continent weerspiegelen.
De belangrijkste Pre-Clovis sites in Zuid-Amerika:
- Cueva Fell, Chili
- Pedra Furada, Brazilië
- Monte Verde, Chili
- Taima-taima, Venezuela
- Tibito, Columbia